# Plessetsk
Pour les articles homonymes, voir Cosmodrome de Plessetsk.
Plessetsk (en russe : Плесецк) est une commune urbaine de l'oblast d'Arkhangelsk, en Russie, et le centre administratif du raïon de Plessetsk. Sa population s'élevait à 10 041 habitants en 2019.
Le Cosmodrome de Plessetsk est associé à la ville fermée de Mirny.

## Géographie
Mirny est située à 207 km au sud d'Arkhangelsk et à 789 km au nord de Moscou. À quelques kilomètres au nord-est de Plessetsk se trouvent le cosmodrome de Plessetsk et la ville fermée de Mirny.

## Histoire
Plessetsk est mentionnée pour la première fois en 1894. En 1897 est construite la gare ferroviaire de Plessetskaïa sur le chemin de fer à voie étroite Vologda – Arkhangelsk. Pendant la guerre civile, en 1918, des combats opposèrent l'Armée rouge à des troupes britanniques dans et autour de Plessetsk. En 1929, Plessetsk devint un centre administratif de raïon de l'okroug d'Arkhangelsk (supprimé l'année suivante), dans le kraï du Nord. Le 2 mars 1932, le village fut érigé en commune urbaine sous le nom de Plessetsk. 
La commune est depuis 2017 le siège de l'éparchie orthodoxe de Plessetsk dont dépend le monastère de la Dormition Alexandre Ochevenski.

## Population
Recensements (*) ou estimations de la population
| 1926* | 1959*  | 1970*  | 1979*  | 1989*  |
| ----- | ------ | ------ | ------ | ------ |
| 1 513 | 13 316 | 13 330 | 13 267 | 14 027 |

| 2002*  | 2010*  | 2013   | 2014   | 2015   |
| ------ | ------ | ------ | ------ | ------ |
| 11 300 | 11 037 | 10 686 | 10 486 | 10 421 |

| 2016   | 2017   | 2018   | 2019   | 2020 |
| ------ | ------ | ------ | ------ | ---- |
| 10 289 | 10 231 | 10 164 | 10 041 | -    |

## Économie
Les principales activités économiques de Plessetsk sont le travail du bois et l'industrie agroalimentaire (lait, viande).

## Culte
Le culte orthodoxe est majoritaire dans la ville, siège de l'éparchie de Plessetsk avec la cathédrale Saint-Jean, consacrée en l'an 2000.